# St. Anna (Bardenfleth)

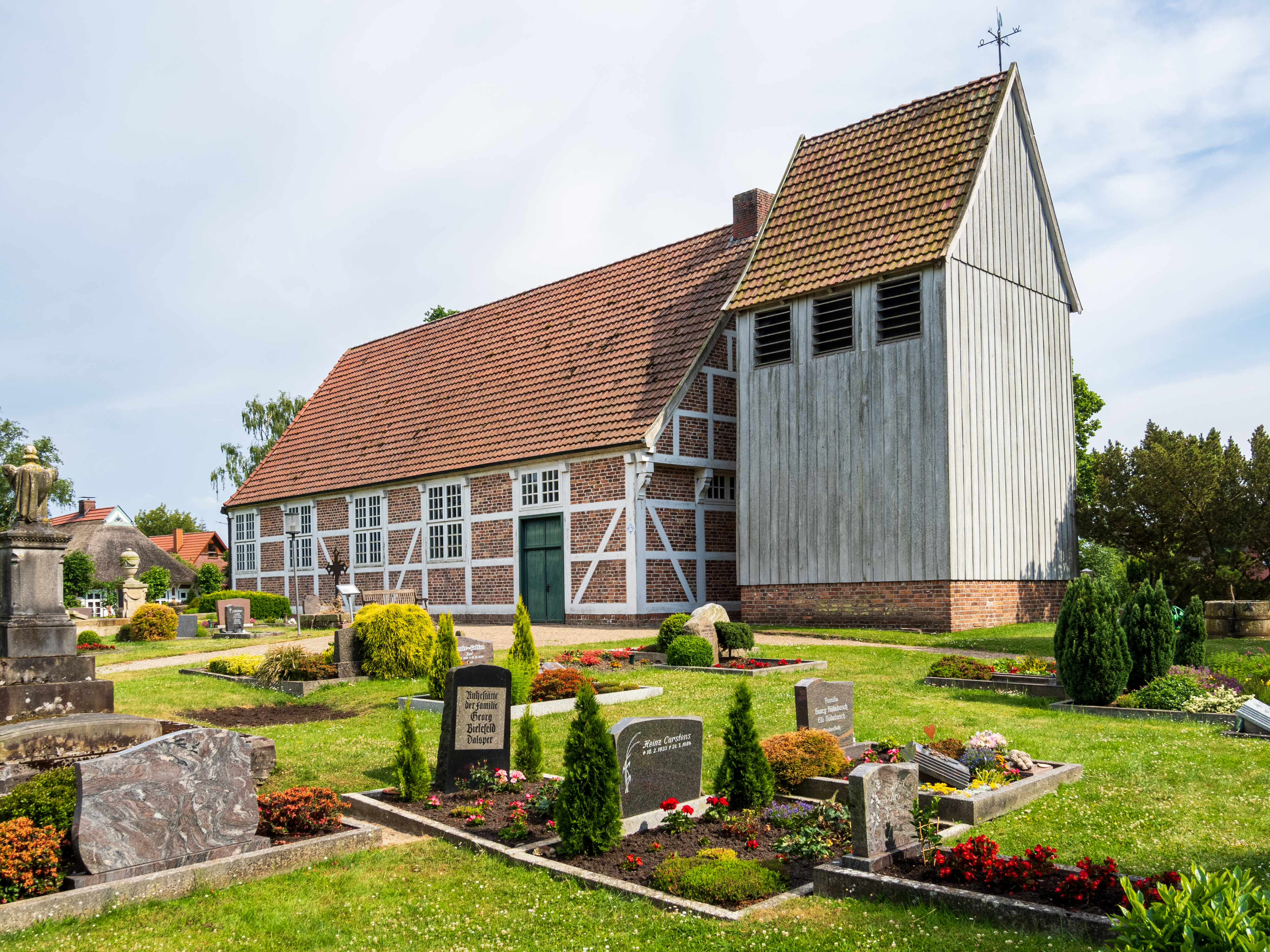
Kirche und Friedhof St. Anna

Die evangelisch-lutherische Kirche St. Anna steht in Bardenfleth, einem Ortsteil der Stadt Elsfleth im Landkreis Wesermarsch von Niedersachsen. Die Kirche steht unter Denkmalschutz (s. Liste der Baudenkmale in Elsfleth).
Die Kirchengemeinde gehört zum Kirchenkreis Wesermarsch der Evangelisch-Lutherischen Kirche in Oldenburg.

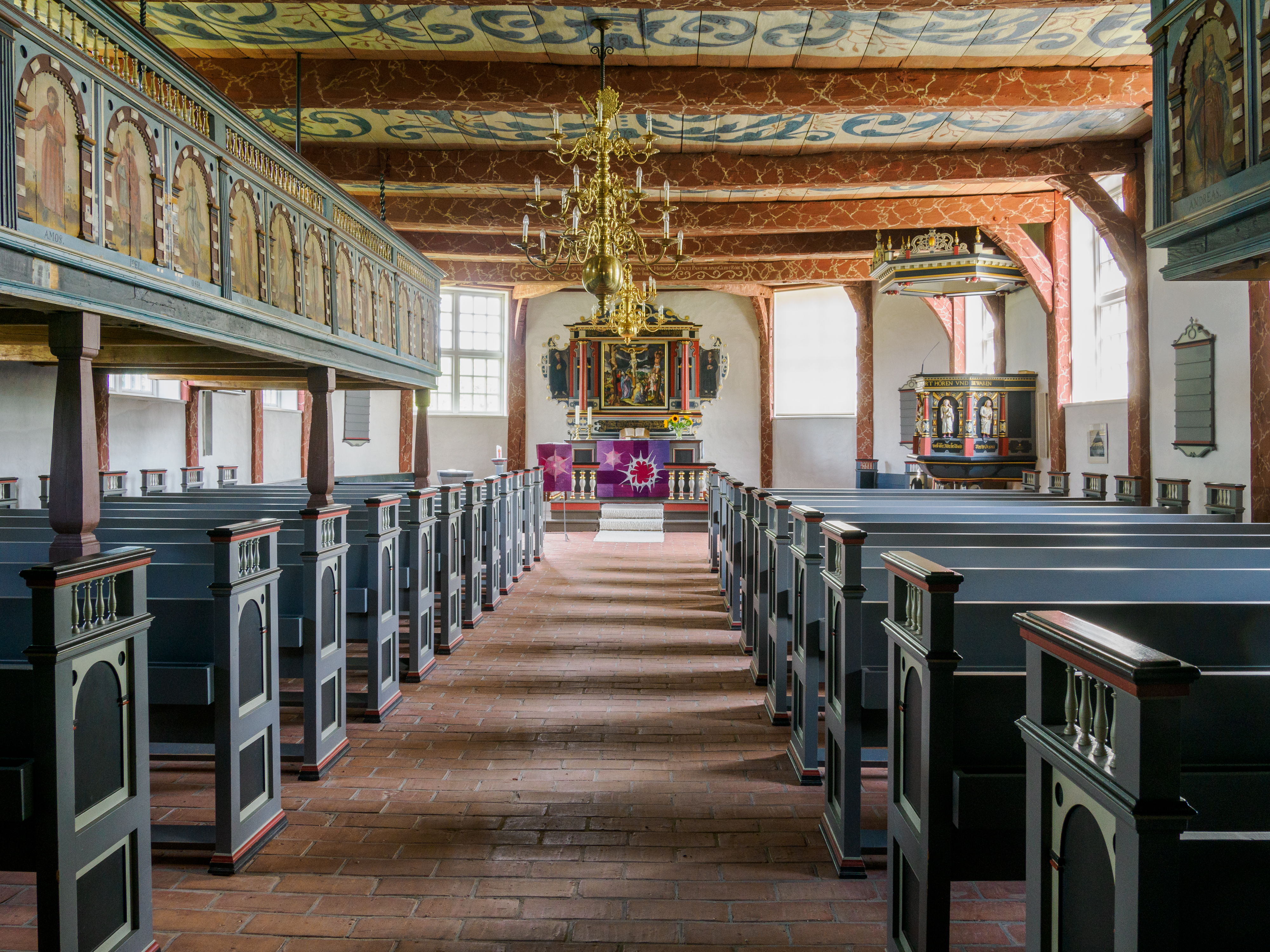
Innenraum der St. Anna-Kirche

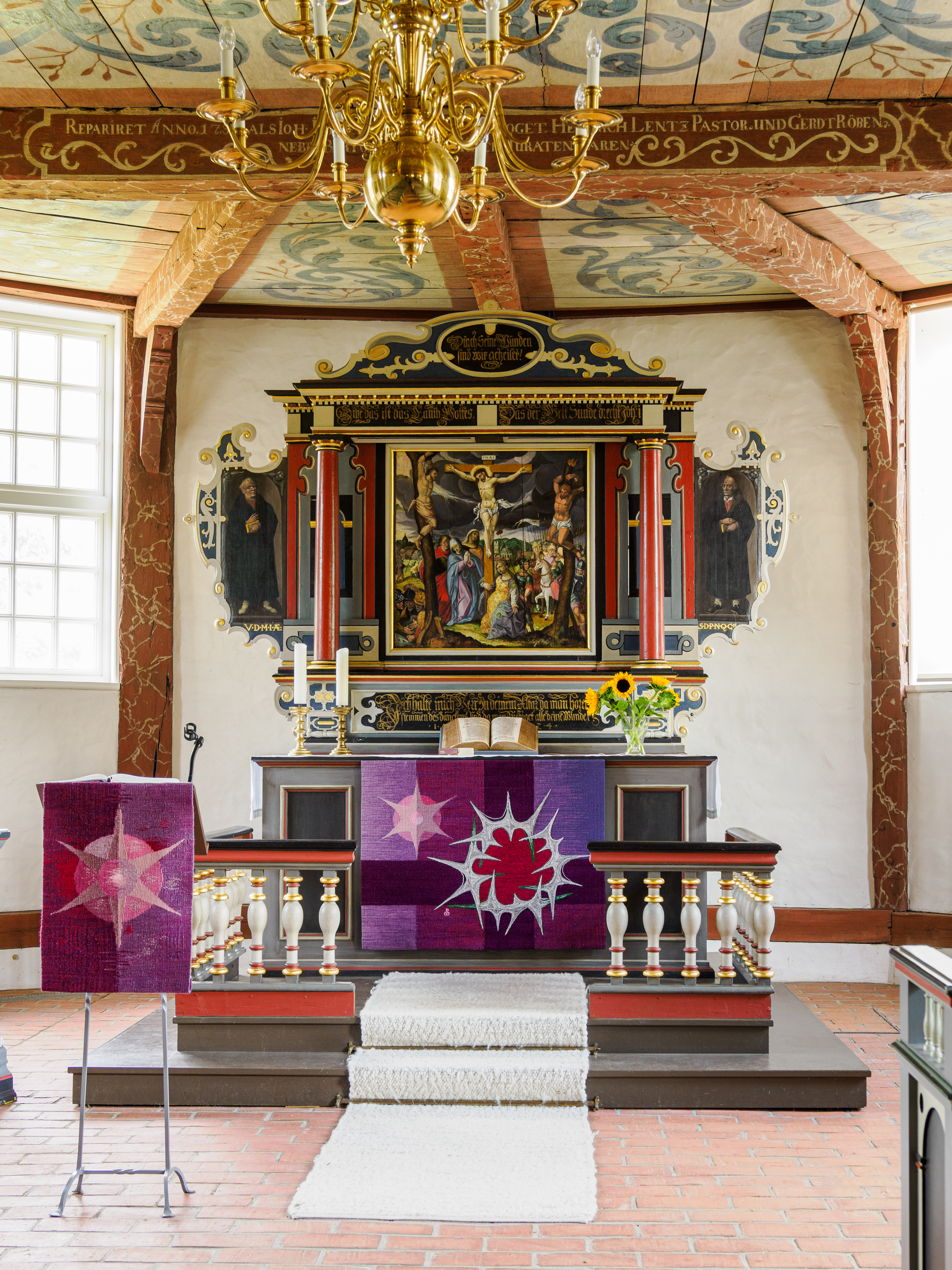
Altar

## Beschreibung
Die Fachwerkkirche wurde 1620 anstelle des Vorgängerbaus von 1324 errichtet. Das äußere Ständerwerk wurde bei der Renovierung 1982 erneuert. Das Kirchenschiff hat im Osten einen polygonalen Abschluss. Im Westen befindet sich ein freistehender hölzerner Glockenturm. In ihm hängen zwei Kirchenglocken, die ältere, größere Glocke stammt aus dem Jahre 1672, die nur wenig kleinere, zweite Glocke wurde 1732 umgegossen. Der niedrige Innenraum mit dreiseitig umlaufenden Emporen ist mit einer Holzbalkendecke überspannt, die durch Kopfbänder versteift wird. Die barocke Deckenmalerei mit blauen Ranken stammt von 1731.
Zur Kirchenausstattung gehört ein breites Altarretabel von 1624 mit einem Gemälde eines unbekannten Malers über die Kreuzigung. Daneben sind links Martin Luther und rechts Philipp Melanchthon dargestellt. Links vor der Empore hängt ein Lutherbild, eine Kopie eines bekannten Gemäldes von Lucas Cranach.

Die Chorschranke wird von Balustern gebildet. Etwa gleichzeitig entstand die mit Beschlagwerk dekorierte Kanzel. Die Deutsche Stiftung Denkmalschutz beteiligt sich an den jüngsten Restaurierungsmaßnahmen in der Dorfkirche durch die Förderung der Instandsetzung der Kanzel.

Das eindrucksvolle Sandsteinrelief von um 1520/30 entstand kurz vor der Reformation und stammt vermutlich aus dem Vorgängerbau: Es zeigt unter einer Kreuzigungsszene die Beweinung Christi durch Maria.

Die älteste Orgel wurde 1707 von Arp Schnitger gebaut. 1894 wurde sie durch eine Orgel von Johann Martin Schmid ersetzt. Die heutige Orgel mit zwölf Registern, verteilt auf zwei Manuale und einem angehängten Pedal, wurde 1952 von Alfred Führer hergestellt.
Auf der Vorder- und Rückseite stehen das Küsterhaus Kirchweg 1 von 1727 und das Pastorat Kirchweg 3 vom frühen 18. Jh.

### Friedhof
Der auf einer Wurt gelegene denkmalgeschützte Friedhof um die  Kirche geht zurück auf eine mittelalterliche Anlage. Gestaltet mit Wegen und Rasenflächen, in der Nordostecke eine Baumgruppe; ältere Grabdenkmäler des 18.–19. Jhs., z. T. in der Nordostecke des Friedhofs neu aufgestellt. Dort ein kleines Kriegerdenkmal für die Toten des Deutsch-Französischen Krieges und ein größeres für die Toten des Ersten Weltkrieges. Westlich vor der Kirche eine zylindrische Brunneneinfassung aus Sandstein. Auf der Südseite ist er durch eine Backsteinmauer eingefriedet, ansonsten durch eine Hecke.